# Sebastián Ferrat
Sebastián Ferrat Hurtado (Mexicali, Baja California; 17 de septiembre de 1978-29 de diciembre de 2019), conocido artísticamente como Sebastián Ferrat, fue un actor de televisión mexicano.

## Biografía
Estudió actuación y dramaturgia en el Centro de Educación Artística de Televisa.
Fue más conocido por sus funciones en varias telenovelas para TV Azteca y Telemundo. Ferrat Devino sabido mayoritariamente para su carácter Juan Antonio Marcado en el tercio y cuarta estación del Telemundo serie de obra del delito El señor de los cielos.
Falleció el 29 de diciembre de 2019 a los 41 años de edad debido a cisticercosis, una enfermedad parasitaria.

## Filmografía

### Funciones televisivas
| Año       | Título                 | Funciones                  | Notas                                           |
| --------- | ---------------------- | -------------------------- | ----------------------------------------------- |
| 2006      | Montecristo            | Camilo                     |                                                 |
| 2007      | Se busca un hombre     | Richard                    |                                                 |
| 2009      | Pasión morena          | Gerad Pignon               |                                                 |
| 2010      | Drenaje profundo       | Actor                      | Episodio: "Ratas"                               |
| 2011-2012 | Amar de nuevo          | Johnny C                   |                                                 |
| 2014      | Reina de corazones     | Cristiano Palacios         | Recurring Función; 123 episodios                |
| 2015-2016 | El Señor de los Cielos | Juan Antonio Marcado       | La serie regular (estaciones 3–4); 92 episodios |
| 2016      | Ruta 35                | Calixto                    |                                                 |
| 2016-2017 | El Vato                | Filiberto Cisneros         | La serie regular (estaciones 1–2); 20 episodios |
| 2018      | La bella y las bestias | Ignacio Vega "El Cafetero" | La serie regular; 28 episodios                  |
| 2018-2019 | Las Buchonas           | Celestino                  | La serie regular; 24 episodios                  |
| 2019      | Yanqui                 | Carasucia                  | La serie regular (estación 1); 25 episodios     |

### Funciones de etapa
- Marionetas del pene (2004)[1]
- Tres más 1 (2006)
- Se busca marido (2010); autor, director y productor
- Ya mátame por Favor (2011); autor, director y productor